# Jáki kápolna
A jáki kápolna, pontos nevén jáki Szent László-kápolna egy 20. században eredetileg nem vallási célokra épült budapesti, templomot utánzó épület. A jáki kápolna a Vajdahunyad vára része, és de épülete a Magyar Mezőgazdasági Múzeumhoz nem tartozik, hanem a Magyar katolikus egyház kezeli, és a Budapest XIV. kerületi Herminamezői Szentlélek-templomhoz (Kassai téri templom), a Budapest-Herminamezői Szentlélek Plébániához tartozik.

## Története
Felépítésére a millenniumi történelmi emlékmű úgynevezett román épületcsoportja keretében került sor. Tervezője – akár csak az épületegyüttes más részeié – Alpár Ignác volt. Az épületegyüttest először 1896-ban építették fel fából és vakolatból, de 1899-re megromlott az állapota, és elbontották. A közönség körében népszerű komplexumot 1904 és 1908 között újjáépítették, utóbbi évben készült el a román épületcsoport, immár tartós alapanyagból. Eredetileg nem is vallási célból épült, hanem könyvtárnak, de 1915-ben Kohl Medárd esztergomi segédpüspök Szent László király tiszteletére felszentelte. Érdekesség, hogy 1938-ban nem kisebb személyiségek mutattak be közös szentmisét, mint az olasz Eugenio Pacelli bíboros-nuncius, a későbbi XII. Piusz pápa és Giovanni Battista Montini bíboros, a későbbi VI. Pál pápa.
A templom jelenleg az Esztergom-Budapesti főegyházmegye kezelésében áll, alkalmanként használják vallási célokra.

## Jellemzői
Az épület nevét a Vas vármegyei jáki templomról kapta, ugyanis elsősorban annak kisebb másolata-variációja, kapuzatának pedig hű mása. A jáki templomtól eltérően azonban csak egy tornya van, amelyhez a kassai Szent Mihály-kápolna tornyának motívumaiból kölcsönzött részleteket Alpár, míg alaprajza a lébényi temploméhoz hasonló.

## Egyéb irodalom
- A „Jáki” kápolna 70 éves In: Új Ember, 1985. aug. 4., 6. o.